# Gaudinia hispanica
Gaudinia hispanica là một loài thực vật có hoa trong họ Hòa thảo. Loài này được Stace & T.G.Tutin mô tả khoa học đầu tiên năm 1978.